# Stamboom Johan Maurits van Nassau-Siegen
| Stamboom Johan Maurits van Nassau-Siegen (1604-1679) | Stamboom Johan Maurits van Nassau-Siegen (1604-1679)                                                                   | Stamboom Johan Maurits van Nassau-Siegen (1604-1679)                                                                    |
| ---------------------------------------------------- | --- | --- |
| Grootouders                                          | Johan VI ‘de Oude’ van Nassau-Siegen (1536-1606) x 1579 Elisabeth van Leuchtenberg (1537-1579)                         | Johan ‘de Jongere’ van Sleeswijk-Holstein-Sonderburg (1545-1622) x 1568 Elisabeth van Brunswijk-Grubenhagen (1550-1586) |
| Ouders                                               | Johan VII ‘de Middelste’ van Nassau-Siegen (1561-1623) x 1603 Margaretha van Sleeswijk-Holstein-Sonderburg (1583-1658) | Johan VII ‘de Middelste’ van Nassau-Siegen (1561-1623) x 1603 Margaretha van Sleeswijk-Holstein-Sonderburg (1583-1658)  |
| Johan Maurits van Nassau-Siegen (1604-1679)          | | |
| Kinderen                                             | geen | geen |